# Foramen intervertebrale
Het foramen intervertebrale of tussenwervelgat (meervoud: foramina intervertebralia) is een opening tussen twee opeenvolgende wervels waardoor de uit het ruggenmerg tredende zenuw de wervelkolom verlaat. Deze opening komt gepaard voor aan beide zijden van de wervelkolom.

## Anatomie
Het foramen intervertebrale wordt begrensd door volgende structuren:
- Aan de voorzijde: De tussenwervelschijf (Latijn: discus intervertebralis); een bindweefselstructuur die tussen twee wervellichamen gelegen is.
- Aan de achterzijde: De articulus zygapophysealis, die gevormd wordt door de processus articularis inferior van dezelfde wervel en de processus articularis superior van de onderliggende wervel.
- Aan de boven- en onderzijde: Boogvormige uitsparingen aan de onderzijde en bovenzijde van de pediculi. De pediculi vormen de verbinding tussen de wervelboog (Latijn: arcus vertebrae) en het wervellichaam (Latijn: corpus vertebrae).

## Pathologie
Aandoeningen die de ruimte verkleinen tussen bovengenoemde structuren kunnen de correcte werking van de geassocieerde spinale zenuw verstoren. Genoemd worden:
- Hernia nuclei pulposi;
- Dislocatie van de articulus zygapophysealis.

schedel · wervelkolom · borstkas · borstbeen · schoudergordel · arm · bekkengordel · been

bot · gewricht · botten van de mens